# Château de Muuga
Le château de Muuga (estonien : Muuga mõis), avant 1919 château de Münkenhof (allemand : Münkenhof) est un château situé à Muuga, village de la commune de Laekvere  dans le Virumaa occidental en Estonie.

## Historique
Le domaine appartenait au Moyen Âge à l'abbaye Sainte-Brigitte de l'ordre des Brigittines, située près de Reval (aujourd'hui Tallinn) à Sankt Birgitten, aujourd'hui Pirita. Le domaine appartient à partir de 1581 à la couronne de Suède, lorsque les ordres monastiques sont dispersés et la religion catholique interdite, et à partir de 1613 à Heinrich von Unger. Gustave II Adolphe de Suède le donne ensuite en 1631 à son secrétaire Nils Nilsson Tungel. Il retourne aux Unger en 1660 et passe par le mariage d'Anne von Unger à la famille von Zoege, puis aux barons Zoege von Manteuffel.
Il est acheté en 1796 par Jakob Gottlieb von Kluge et trois ans plus tard passe à Jakob Georg von Berg (1760-1844), membre de l'assemblée de la noblesse du gouvernement d'Estland. Il est acheté en 1824 par le comte Gustav Ernst von Stackelberg, mais lorsque celui-ci se retire définitivement à Paris en 1835, il le vend au baron Peter Gustav von Üxküll-Gyllenband. Le domaine comporte alors quarante-sept fermes, avec des troupeaux de vaches, de moutons et 129 chevaux, etc. ainsi que deux moulins. Le père d'Eduard Vilde travailla comme intendant au domaine et le futur diplomate et écrivain y grandit.
Le domaine passe ensuite à la famille von Vietinghoff, puis au comte Leo von Zoege-Manteuffel (1823-1908). Il le vend en 1861 au peintre de la cour impériale, Carl Timoleon von Neff, peintre favori de Nicolas Ier de Russie et originaire de la région, qui reconstruit le petit manoir à partir de 1866 en un château de style néorenaissance. Sa façade est ornée en son milieu d'une loggia, ou portique à la florentine avec quatre caryatides. L'empereur Alexandre II offre le grand escalier d'honneur en marbre. Le château est achevé en 1872 et rassemble la prestigieuse collection du peintre qui était en plus conservateur du musée de l'Ermitage.
Son petit-fils héritier du fideicommis, Timoleon von Neff, est expulsé en 1919, lors de la réforme foncière à l'indépendance du pays. Les collections sont nationalisées et sont aujourd'hui au musée d'Art de Tallinn. Le château est restauré entre 1987 et 1994, il abrite aujourd'hui une école d'art et se visite en partie.

## Galerie

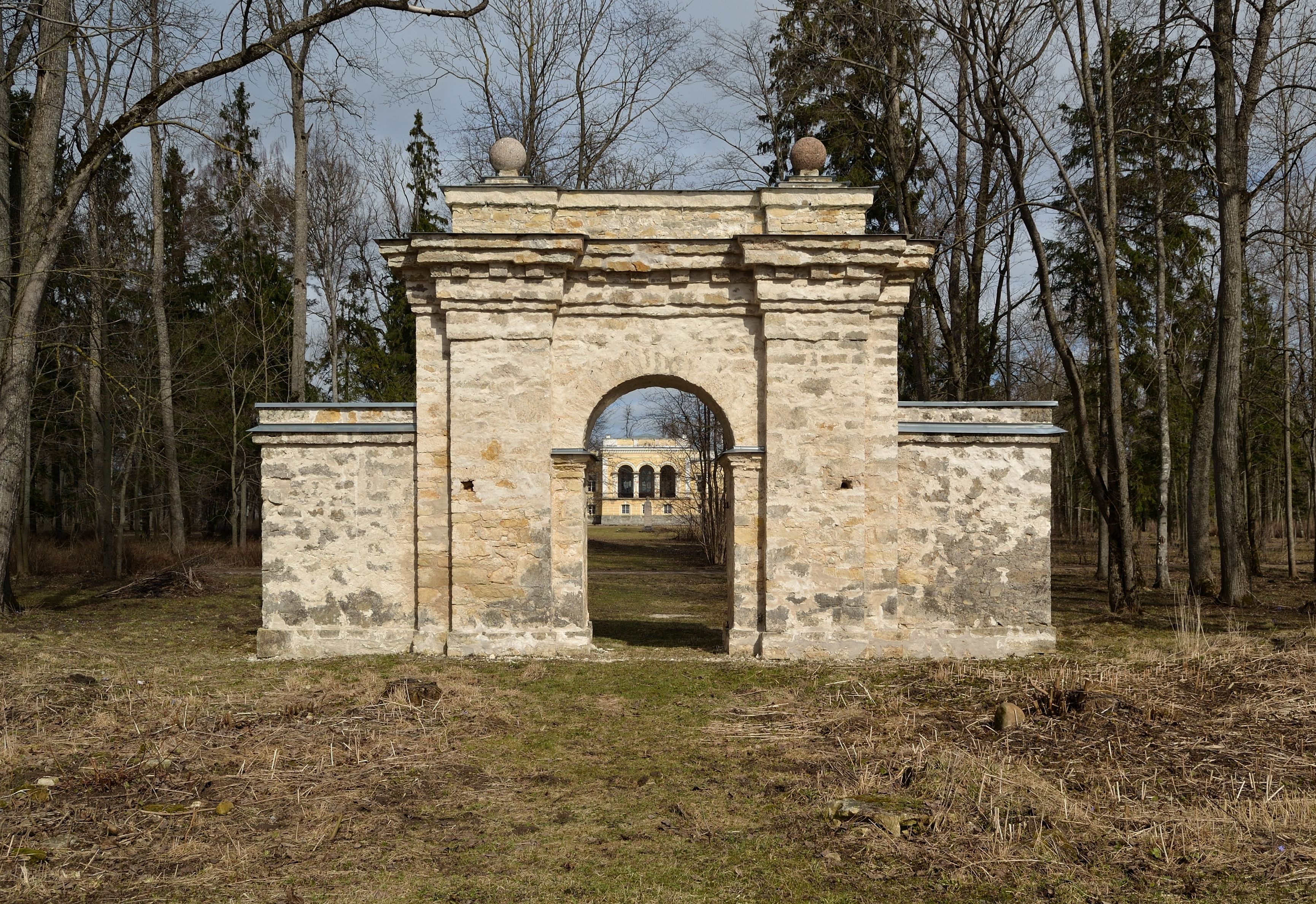
Ancienne porte
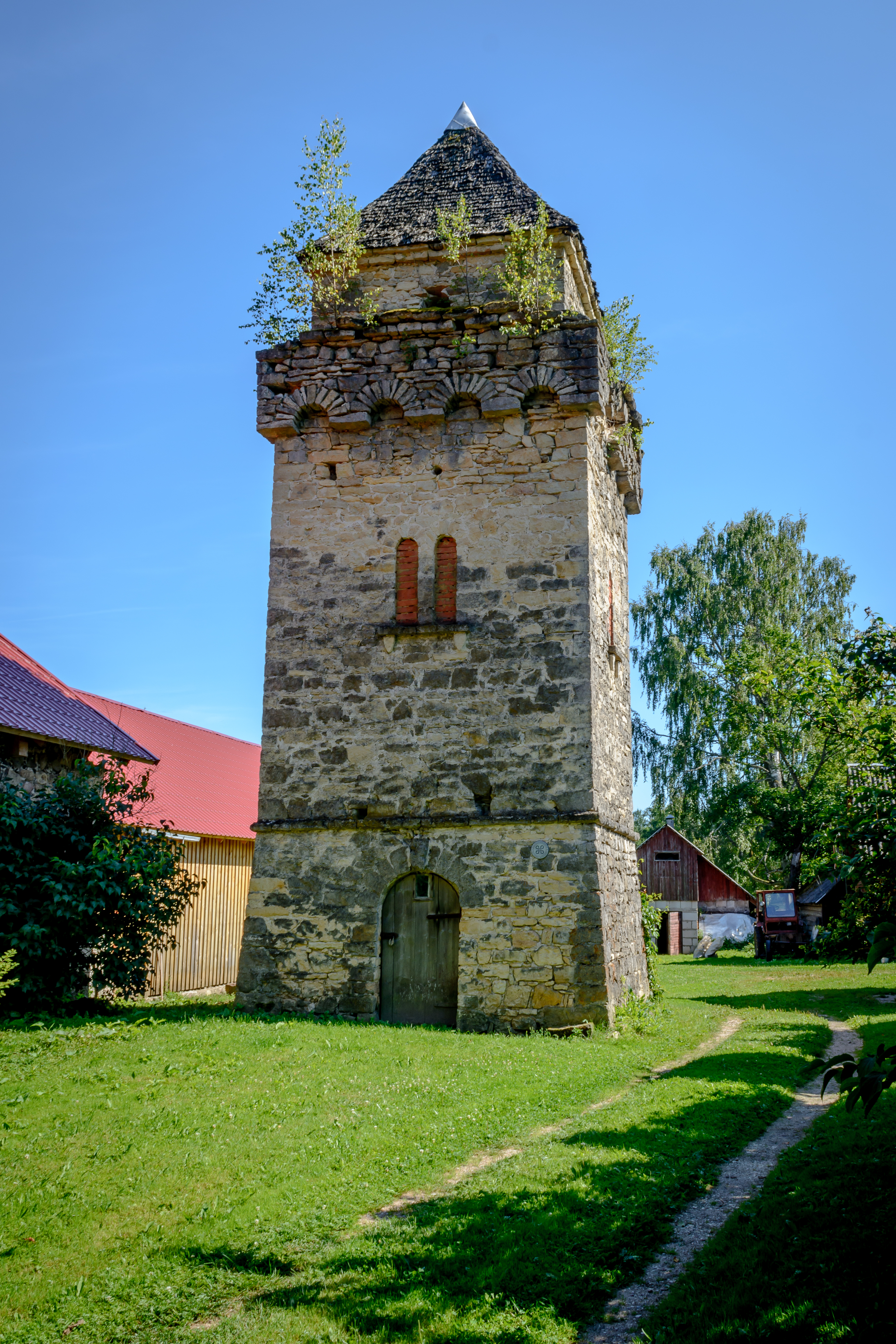
Tour de l'horloge
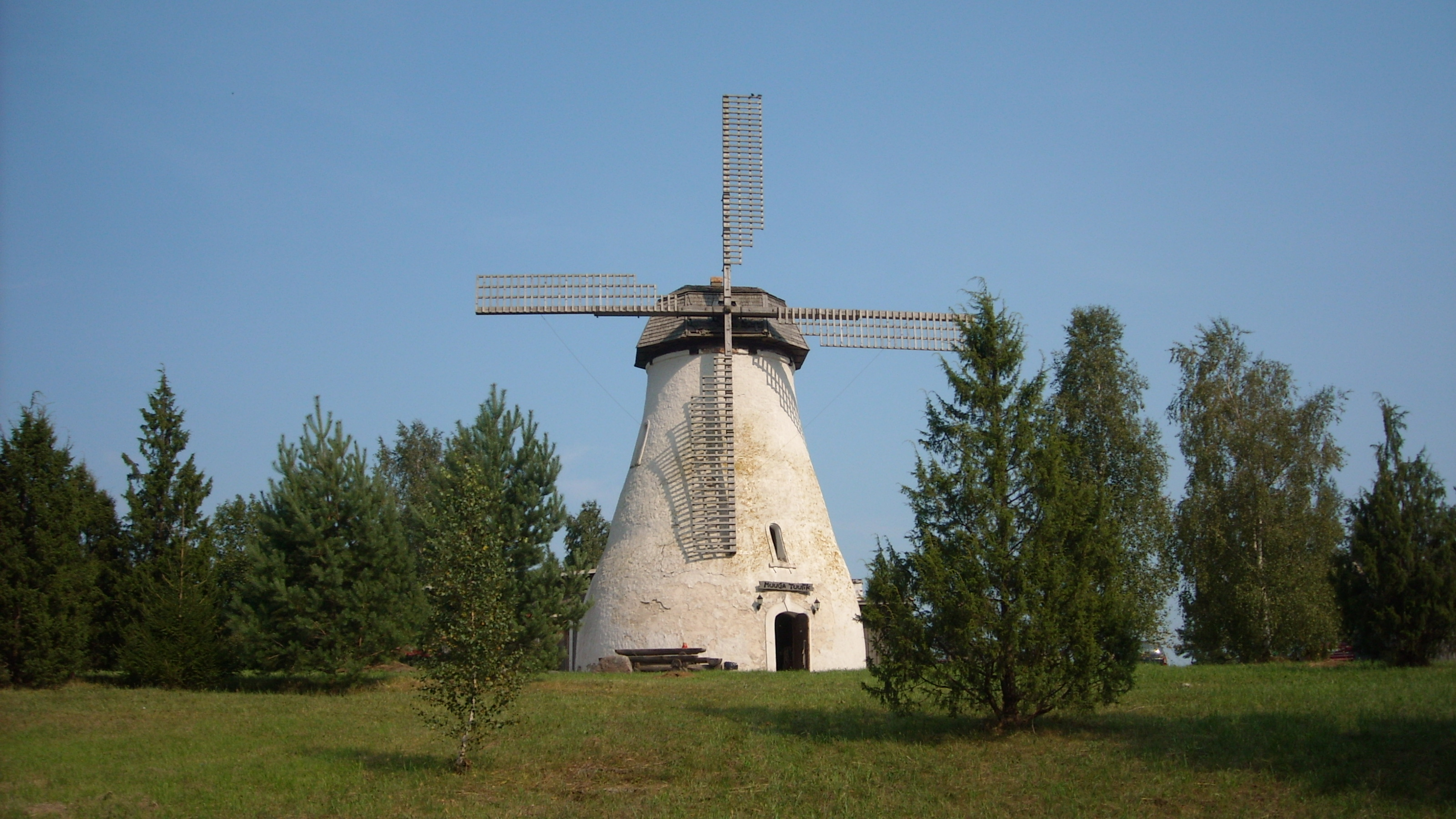
Moulin de Muuga.
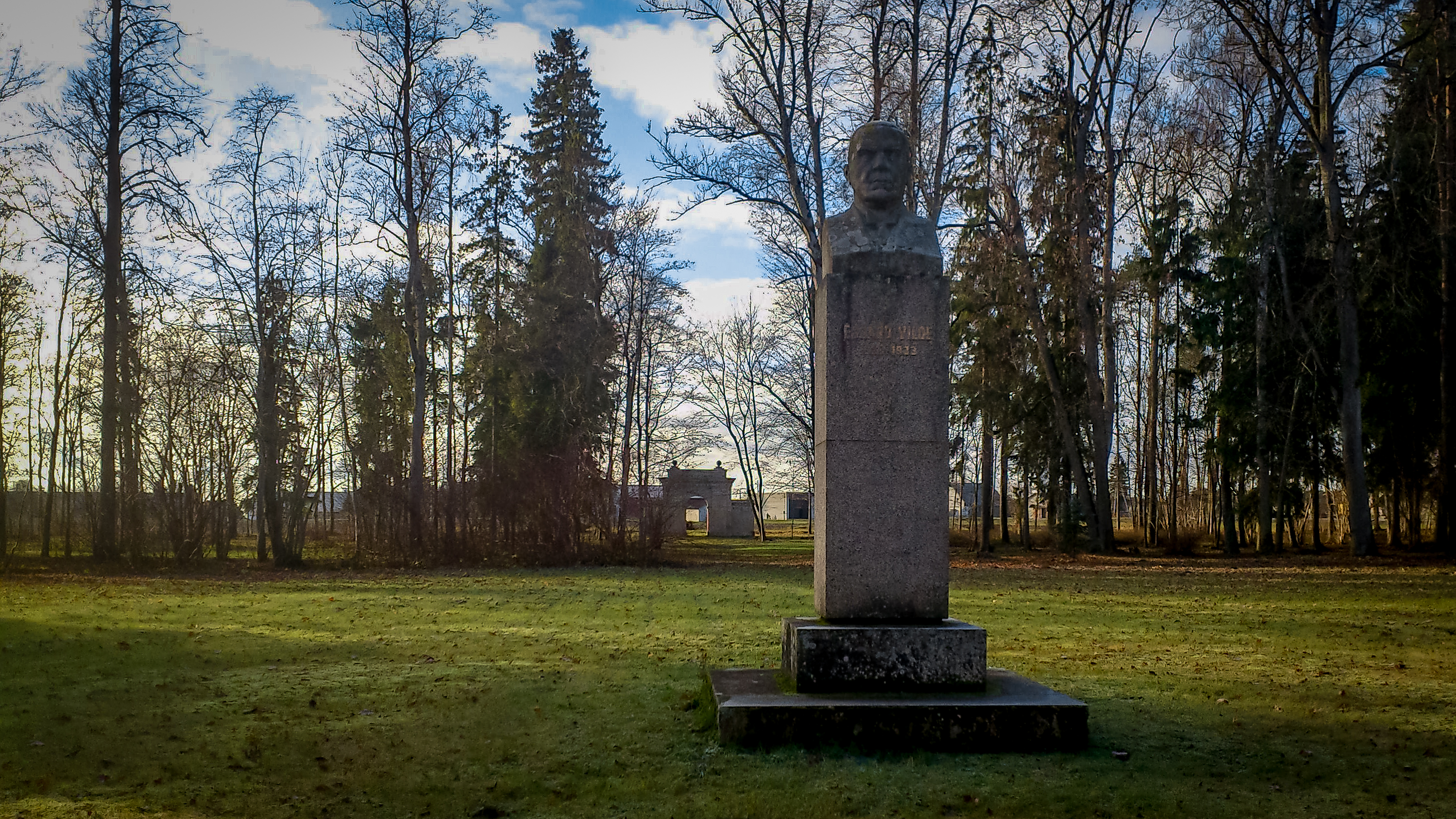
Monument d'Eduard Vilde dans le parc du château .

## Source
- (et) Cet article est partiellement ou en totalité issu de l’article de Wikipédia en estonien intitulé « Muuga mõis » (voir la liste des auteurs).